# Nỗ lực lật ngược cuộc bầu cử tổng thống Hoa Kỳ 2020
Nỗ lực nhằm lật ngược cuộc bầu cử tổng thống Hoa Kỳ năm 2020 là một loạt các hành động được thực hiện bởi Tổng thống Donald Trump và các đồng minh của ông nhằm đảo ngược kết quả của cuộc bầu cử trong đó người thách thức Trump, Joe Biden, đã thắng thế. Donald Trump - Tổng thống đương nhiệm, cũng như chiến dịch tranh cử tổng thống và những người thân cận của ông, đã theo đuổi một nỗ lực quyết liệt, chưa từng có nhằm phủ nhận và lật ngược kết quả. Những nỗ lực nhằm lật ngược cuộc bầu cử đã được một số hãng tin mô tả là một âm mưu đảo chính.
Trump và các đồng minh của ông đã nhiều lần tuyên bố rằng cuộc bầu cử đã bị đánh cắp thông qua một âm mưu cộng sản quốc tế, máy bỏ phiếu gian lận và gian lận địa điểm bỏ phiếu. Các cáo buộc gian lận đã bị nhiều thẩm phán tiểu bang và liên bang, quan chức bầu cử tiểu bang và địa phương, các thống đốc, bộ Tư pháp và An ninh Nội địa, và Đại cử tri đoàn bác bỏ. Hầu hết các nghị sĩ Cộng hòa từ chối công nhận chiến thắng của Biden  cho đến giữa tháng 12, sau khi những nỗ lực của đảng Cộng hòa nhằm lật ngược kết quả bầu cử thất bại, và sau khi cuộc bỏ phiếu của Cử tri đoàn diễn ra, chính thức hóa chiến thắng của Biden.
Chiến dịch Trump và các đồng minh của họ đã cố gắng lật ngược kết quả bầu cử bằng cách đệ đơn hơn 60 vụ kiện sau Ngày bầu cử, khuyến khích các quan chức ở các bang chiến trường xóa bỏ kết quả  bầu hợp pháp và thách thức quy trình chứng nhận phiếu bầu, và chia sẻ cáo buộc gian lận cử tri để quyên tiền. Trump cũng xem xét sự can thiệp của quân đội, thu giữ máy bỏ phiếu, đưa một kháng cáo khác lên Tòa án Tối cao, và thách thức quốc hội kiểm phiếu đại cử tri vào ngày 6 tháng 1 năm 2021. Đến ngày 30 tháng 12, các thành viên đảng Cộng hòa tại Hạ viện và Thượng viện cho thấy ý định phản đối việc quốc hội chứng nhận kết quả Cử tri đoàn để buộc cả hai viện tranh luận và bỏ phiếu về việc có chấp nhận kết quả hay không. Trump và một số người ủng hộ đã thúc đẩy một lý thuyết "Pence card" sai lầm rằng phó tổng thống có thẩm quyền từ chối các kết quả bầu cử đã được chứng nhận. Khi Quốc hội triệu tập để chứng nhận kết quả, Trump đã tổ chức một cuộc biểu tình tại công viên The Ellipse, sau đó những người ủng hộ ông đã xông vào và chiếm đóng Điện Capitol. Một tuần sau, Trump bị luận tội lần thứ hai, vì "kích động nổi dậy".

## Bối cảnh

### Những cáo buộc gian lận bầu cử trong quá khứ của Trump
Donald Trump có một thành tích lâu đời về việc gọi các cuộc bầu cử là "gian lận" khi ông không thích kết quả của chúng.
Kể từ năm 2010, Trump là người quảng bá nổi bật nhất cho các thuyết âm mưu về nơi sinh khi phủ nhận rằng Barack Obama sinh ra ở Hoa Kỳ.
Năm 2012, khi Obama tái đắc cử, Trump đã tuyên bố sai sự thật rằng cuộc bầu cử tổng thống năm 2012 là một "sự giả tạo hoàn toàn" và Hoa Kỳ "không phải là một nền dân chủ".
Trong cuộc bầu cử sơ bộ của Đảng Cộng hòa năm 2016, sau khi Trump thua Ted Cruz trong cuộc bầu chọn của Đảng Cộng hòa ở Iowa, Trump đã tuyên bố rằng Cruz đã "lừa đảo" và "đánh cắp" các cuộc bầu cử kín của Iowa. Trump kêu gọi lặp lại các cuộc bầu cử kín ở Iowa hoặc tuyên bố chiến thắng của Cruz là vô hiệu.

### Sự không chắc chắn về việc Trump chấp nhận một thất bại bầu cử vào năm 2016
Năm 2016, Trump nhiều lần cho rằng cuộc bầu cử đã được "dàn dựng" chống lại ông, và trong cuộc tranh luận cuối cùng, ông nghi ngờ về việc liệu ông có chấp nhận kết quả của cuộc bầu cử nếu ông thua hay không, nói rằng "Tôi sẽ khiến bạn hồi hộp". Bình luận của ông đã chạm vào một cuộc náo động chính trị và truyền thông, trong đó ông bị cáo buộc "đe dọa phá bỏ một trụ cột cơ bản của nền dân chủ Mỹ" và "gây ra viễn cảnh rằng hàng triệu người ủng hộ ông có thể không chấp nhận kết quả vào 8 tháng 11 nếu Trump thua ". Rick Hasen thuộc Đại học California, Irvine School of Law, một chuyên gia về luật bầu cử, mô tả những bình luận của Trump là "kinh khủng và chưa từng có" và lo ngại có thể có "bạo lực trên đường phố từ những người ủng hộ ông nếu Trump thua cuộc."  Ngày hôm sau, Trump nói, "Tất nhiên, tôi sẽ chấp nhận một kết quả bầu cử rõ ràng, nhưng tôi cũng sẽ bảo lưu quyền tranh cử hoặc đệ đơn thách thức pháp lý trong trường hợp kết quả có vấn đề." Ông cũng tuyên bố rằng ông sẽ "hoàn toàn" chấp nhận kết quả bầu cử "nếu tôi giành chiến thắng." 
Trump cuối cùng đã thắng cuộc bầu cử nhưng lại thua phiếu phổ thông. Trump tiếp tục tuyên bố mà không có bằng chứng rằng ông đã giành được đa số phiếu phổ thông "nếu bạn trừ đi hàng triệu người đã bỏ phiếu bất hợp pháp." 

### Từ chối chấp nhận thất cử năm 2020
Vào năm 2020, những lo ngại đã được dấy lên về việc chấp nhận kết quả bầu cử vào ngày 8 tháng 10, khi Thượng nghị sĩ Đảng Cộng hòa Mike Lee đã tweet "Chúng tôi không phải là một nền dân chủ" và "Dân chủ không phải là mục tiêu; tự do, hòa bình và thịnh vượng (sic). Chúng tôi muốn tình trạng con người phát triển. Dân chủ xếp hạng có thể cản trở điều đó. " 
Sau một sự đồng thuận của các tổ chức thông tấn lớn đưa Biden làm Tổng thống đắc cử vào ngày 7 tháng 11, Trump từ chối chấp nhận thua cuộc, nói rằng: "cuộc bầu cử này còn lâu mới kết thúc" và cáo buộc gian lận bầu cử mà không cung cấp bằng chứng nào. Ông nói rằng ông sẽ tiếp tục các thách thức pháp lý ở các bang quan trọng, nhưng hầu hết chúng đã bị tòa án bác bỏ. Nhóm pháp lý của ông, do Rudy Giuliani dẫn đầu, đã đưa ra nhiều khẳng định sai lầm và không có căn cứ xoay quanh một âm mưu của cộng sản quốc tế, các máy bỏ phiếu gian lận và gian lận địa điểm bỏ phiếu để tuyên bố cuộc bầu cử đã bị đánh cắp gây thất bại cho Trump. Trump đã chặn các quan chức chính phủ hợp tác trong quá trình chuyển đổi tổng thống của Joe Biden. Bộ trưởng Tư pháp William Barr đã ủy quyền cho Bộ Tư pháp bắt đầu điều tra "nếu có những cáo buộc rõ ràng và đáng tin cậy về những bất thường, nếu đúng, có khả năng ảnh hưởng đến kết quả của một cuộc bầu cử liên bang ở một tiểu bang riêng lẻ." 